# بافوس (أسطورة)
بافوس (بالإنجليزية: Paphos)‏ مدينة أفروديت Aphrodite المقدسة وقد سميت باسم ابن بجماليون، وهي في جزيرة قبرص.